# Phytophthora ramorum
Phytophthora ramorum ist eine Art der Eipilze, die die als plötzlicher Eichentod (englisch sudden oak death – SOD) bekannte Pflanzenkrankheit hervorruft. Die Krankheit führt zum Absterben von Eichen und anderen Baumarten; sie hatte massive Auswirkungen auf die Eichenbestände in Kalifornien und Oregon, tritt aber auch in Europa auf. Symptome sind blutende Geschwüre an den Stämmen der Bäume und absterbende Blätter, die in vielen Fällen zum Tod der Bäume führen.
P. ramorum infiziert auch eine große Zahl anderer Pflanzenarten, hauptsächlich Ziergehölze wie Rhododendron, Schneeball und Lavendelheide, was Symptome an den Blättern verursacht, das sogenannte Triebsterben (englisch ramorum dieback, ramorum blight). Solche Pflanzen bilden die Quelle der Inokulation für neue Infektionen, da die pathogen-produzierenden Sporen über Spritz- und Regenwasser verbreitet werden.
P. ramorum wurde erstmals 1995 beschrieben, und die Herkunft des Krankheitserregers in Nordamerika ist immer noch unklar, aber die klarsten Hinweise legen nahe, dass es sich um eine dort eingeführte Art handelt. Es gibt sehr wenige Regulationsmechanismen gegen den Krankheitserreger, nur frühzeitiges Erkennen und konsequente Beseitigung der infizierten Pflanzen sind als Maßnahmen hilfreich.

## Auftreten
Die Krankheit wird in den Küstenregionen Kaliforniens zwischen Big Sur (im Monterey County) und dem südlichen Humboldt County beobachtet. Es wird angenommen, dass sie in allen Küsten-Countys wie auch in den unmittelbar angrenzenden Countys im Inland dieses Bereichs auftritt, vom Santa Clara County nordwärts bis zum Lake County. P. ramorum wurde bisher jedoch nicht östlich der California Coast Ranges gefunden. Es gab 2001 Nachweise im Curry County in Oregon, unmittelbar nördlich der Grenze zu Kalifornien. Am schwersten wurde das Sonoma County getroffen, wo mehr als die doppelte Fläche wie in allen anderen Countys befallen war.
Etwa zur selben Zeit wurde ein ähnliches Krankheitsbild im kontinentalen Europa und im Vereinigten Königreich als von Phytophthora ramorum verursacht identifiziert.

## Wirte und Symptome

### In Nordamerika

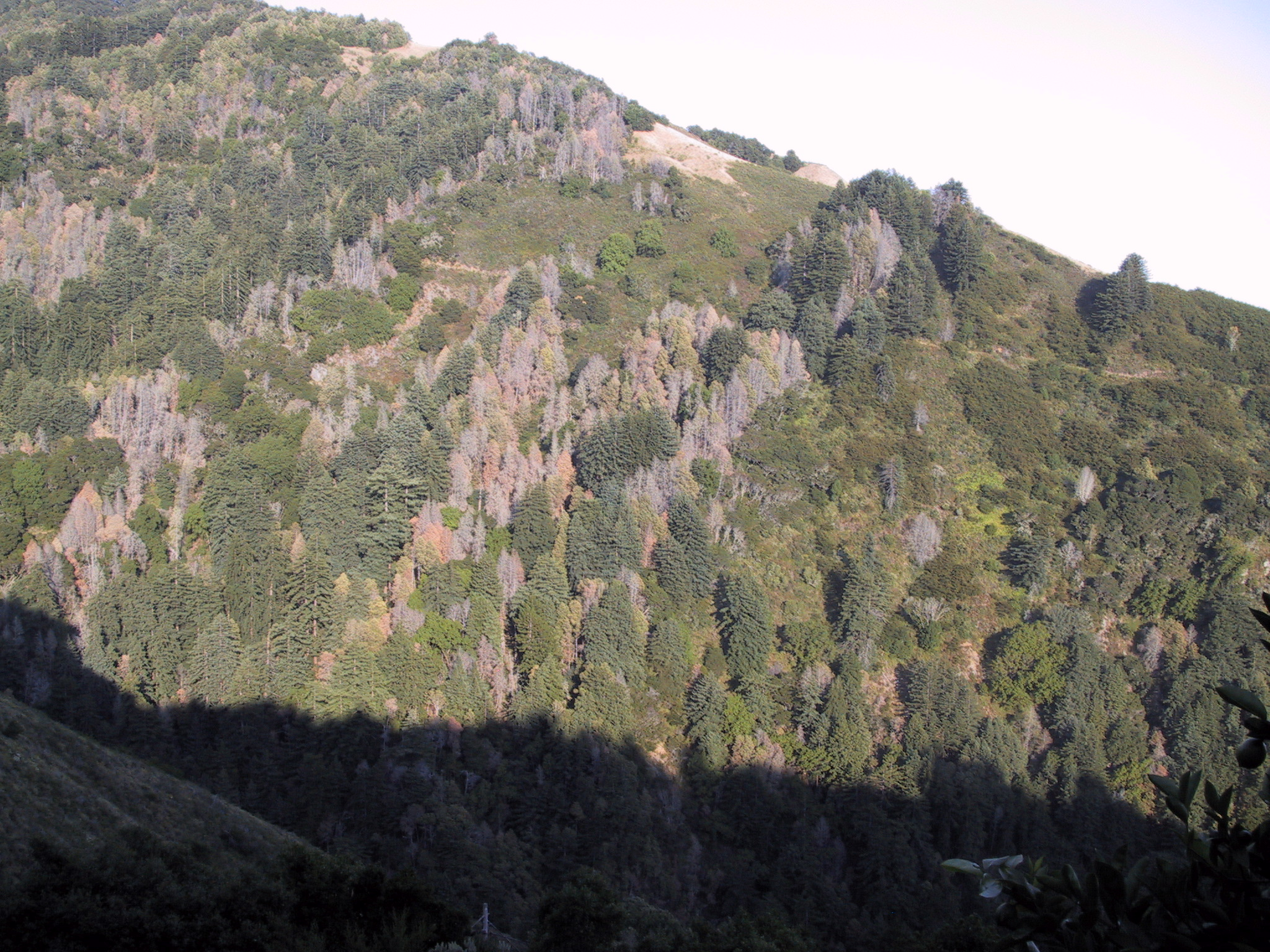
Eine Hügellage in Big Sur, Kalifornien, gezeichnet vom „plötzlichen Eichentod“

In Kalifornien wurde 1995 erstmals beobachtet, dass eine große Anzahl von Braun- oder Gerbereichen (englisch tanoak) (Notholithocarpus densiflorus) auf mysteriöse Weise abstarb; dies wurde einer 2000 neu beschriebenen Art der Gattung Phytophthora zugeschrieben. Die Beobachtung wurde schließlich in einigen anderen US-Bundesstaaten wiederholt, außerdem in Großbritannien und in Deutschland. Es wird davon ausgegangen, dass die Pilze mit den Setzlingen eingeführt oder bis dato unentdeckt vorhanden waren.
Bei Gerbereichen kann die Krankheit am Verwelken junger Triebe erkannt werden. Ältere Blätter werden blassgrün, und nach etwa zwei oder drei Wochen wird das Laub braun und legt sich an die Zweige an. Dunkelbraune Flüssigkeit aus dem Xylem kann die Rinde des unteren Stamms beflecken. Die Rinde kann aufbrechen und Harz abscheiden, das sichtbar verfärbt ist. Nachdem der Baum abgestorben ist, versuchen Wurzelschösslinge, im Folgejahr auszutreiben, doch ihre Spitzen krümmen sich bald darauf und sterben gleichfalls ab. Rüsselkäfer (Monarthrum scutellare) besiedeln mit hoher Wahrscheinlichkeit die sterbenden Bäume während des Hochsommers und produzieren kleine Häufchen feinen weißen Staubes nahe den engen Bohrlöchern. Später dringen Borkenkäfer (Pseudopityophthorus pubipennis) ein und hinterlassen bei ihrer Bohr-Tätigkeit feinen roten Staub. Kleine schwarze Kegel, die Fruchtkörper von Pilzen der Gattung Hypoxylon können gleichfalls die Rinde besiedeln. Das Laub kann mehr als ein Jahr nach der Infektion absterben, auch Monate nach dem Eindringen der Käfer.
Bei Kalifornischen Steineichen (Quercus agrifolia; englisch coast live oak) und Kalifornischen Schwarzeichen (Quercus kelloggii) ist das erste Symptom ein burgunderroter bis teerschwarzer Saftaustritt an der Rindenoberfläche, was oft als „blutender Baumkrebs“ bezeichnet wird.
Außer Eichen können viele andere Waldbäume Wirte der Pilze sein; tatsächlich wurden in den USA fast alle Gehölze in einigen Kalifornischen Wäldern als anfällig für P. ramorum beschrieben, darunter Rhododendren, Amerikanischer Erdbeerbaum (Arbutus menziesii), Immergrüne Huckleberry (Vaccinium ovatum), Kalifornischer Lorbeer (Umbellularia californica), Kalifornische Rosskastanie (Aesculus californica), Oregon-Ahorn (Acer macrophyllum), Heteromeles arbutifolia, Bärentrauben (Arctostaphylos spp.), Küstenmammutbaum (Sequoia sempervirens), Gewöhnliche Douglasie (Pseudotsuga menziesii), Faulbäume (Rhamnus californica), Heckenkirschen (Lonicera hispidula) und Quercus parvula (englisch Shreve oak). P. ramorum verursacht häufiger eine weniger schwere Krankheit, die bei diesen Wirten als „Ramorum-Sterben/Blattbleiche“ (englisch ramorum dieback/leaf blight) auftritt. Charakteristische Symptome sind dunkle Flecken auf dem Laub und bei einigen Wirten das Absterben der Sprosse und Zweige. Die Krankheit führt zum Absterben einiger Wirte wie bei Rhododendron, aber die meisten überleben. Der Krankheitsfortschritt an diesen Arten ist schlecht dokumentiert. Mammutbäume bilden Verfärbungen an den Nadeln und kleine Geschwüre an den Ästen aus, mit violetten Läsionen an den Sprossen, die zu deren Absterben führen kann.

### In Europa

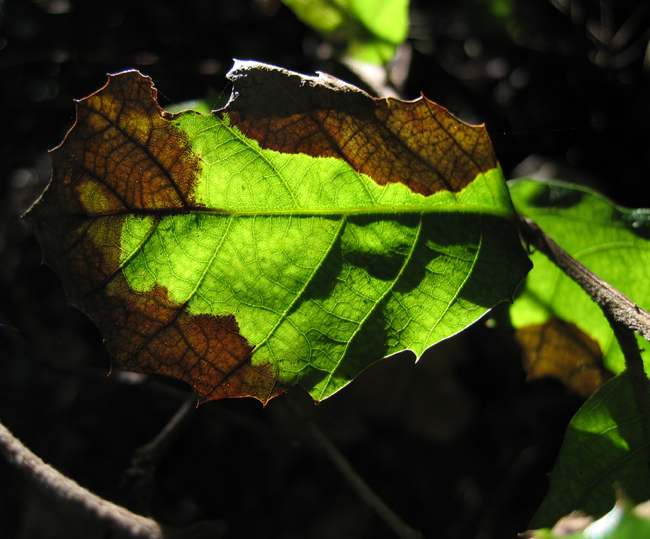
Abgestorbene Blätter nach Befall mit P. ramorum

In Europa wurde die Ramorum-Bleiche erstmals zu Beginn der 1990er Jahre an Rhododendren und Schneeball beobachtet, und zwar zuerst hauptsächlich an Pflanzen aus Containern in Baumschulen. Die ersten Symptome waren Blatt- und Zweigbleiche. Bis 2007 hatte sich die Krankheit über Baumschulen und Gartenzentren in 16 europäischen Ländern verbreitet; sie wurde außerdem in Gärten, Parks und Wäldern in mindestens acht Ländern beobachtet. Es gab keine nennenswerte Gefährdung europäischer Eichen-Arten.
Das Pathogen wurde 2009 als Auslöser von Infektion und Absterben zahlreicher Japanischer Lärchen (Larix kaempferi) in Großbritannien identifiziert, namentlich in den englischen Countys Somerset, Devon und Cornwall. Weltweit erstmals wurde die Infektion dieser Art durch Phytophthora ramorum beobachtet. Seitdem wurden ausgedehnte Lärchenbestände in Wales und in Südwest-Schottland befallen, was zu Überlegungen über ein Abholzen großer Gebiete führte. Die Forestry Commission des Vereinigten Königreiches merkte an, dass eine Ausrottung der Krankheit nicht möglich sei, und etablierte stattdessen eine Strategie, die Krankheit einzudämmen und die Ausbreitung zu minimieren. Symptome der Krankheit auf Lärchen sind das Absterben der Krone und der Äste sowie ein ausgeprägtes Vergilben oder ingwerfarbene Verfärbungen unter der Rinde. Im August 2010 wurden erkrankte Lärchen in den Countys Waterford und Tipperary in Irland gefunden. Bis Februar 2014 hatte sich die Krankheit auf Lärchenpflanzungen im gesamten Süden des Landes ausgebreitet. Coillte, ein irisches Forstunternehmen, dem zwanzig infizierte Waldgebiete gehören, fällte 16.000 Bäume in einem dieser Wälder, nachdem bereits 150 Hektar zur Eindämmung der Krankheit geschlagen worden waren.
Die nah verwandte Art Phytophthora kernoviae verursacht ähnliche Symptome wie P. ramorum, infiziert jedoch Buchen (Fagus sylvatica).

## Übertragung
P. ramorum produziert sowohl Ruhe-Sporen (Chlamydosporen) als auch Zoosporen, welche mit Hilfe von Flagellen die Fortbewegung im Wasser ermöglichen. P. ramorum wird über die Luft verbreitet; einer der Hauptmechanismen der Verbreitung ist die durch Spritzwasser auf andere anfällige Pflanzen sowie die über Wasserläufe über größere Entfernungen. Chlamydosporen können extremen Bedingungen trotzen und sind auch zur Überwinterung fähig. Die Pathogene profitieren von Verletzungen der Pflanzen, die für eine Infektion jedoch nicht zwingend sind.
Wie oben erwähnt stirbt nicht jeder von P. ramorum befallene Wirt. Diese Pflanzen sind höchst bedeutsam für die Epidemiologie der Krankheit, da sie als Inokulum wirken. In Kalifornien scheint der Kalifornische Lorbeer (Umbellularia californica) das Haupt-Inokulum zu sein. Gartenabfälle wie Laub und Wurzelstrünke sind gleichfalls in der Lage, als Inokulum zu dienen, da P. ramorum auch saprotroph überlebt. Weil P. ramorum in der Lage ist, viele Zierpflanzen zu befallen, kann der Pilz über den Austausch dieser Zierpflanzen übertragen werden.
Wanderer, Mountainbike-Fahrer, Reiter und andere Menschen mit verschiedenen Outdoor-Aktivitäten können das Pathogen ungewollt in Gebiete einschleppen (Hemerochorie), wo es vorher nicht nachweisbar war. Es kann nach Durchqueren infizierter Gebiete hilfreich sein, Schuhe, Reifen, Hufe, Werkzeuge, Camping-Ausrüstungen usw. zu reinigen, bevor eine Rückkehr nach Hause oder eine Reise in nicht infizierte Gebiete ansteht, insbesondere wenn Kontakt mit schlammigem Boden bestand. Außerdem kann der Transport von Brennholz den plötzlichen Eichentod in sonst wie nicht infizierte Gebiete einschleppen. Hausbesitzer und Reisende sind angehalten, ortsnah erzeugtes Brennholz zu kaufen und zu verbrennen.

## Zwei Vermehrungs-Strategien

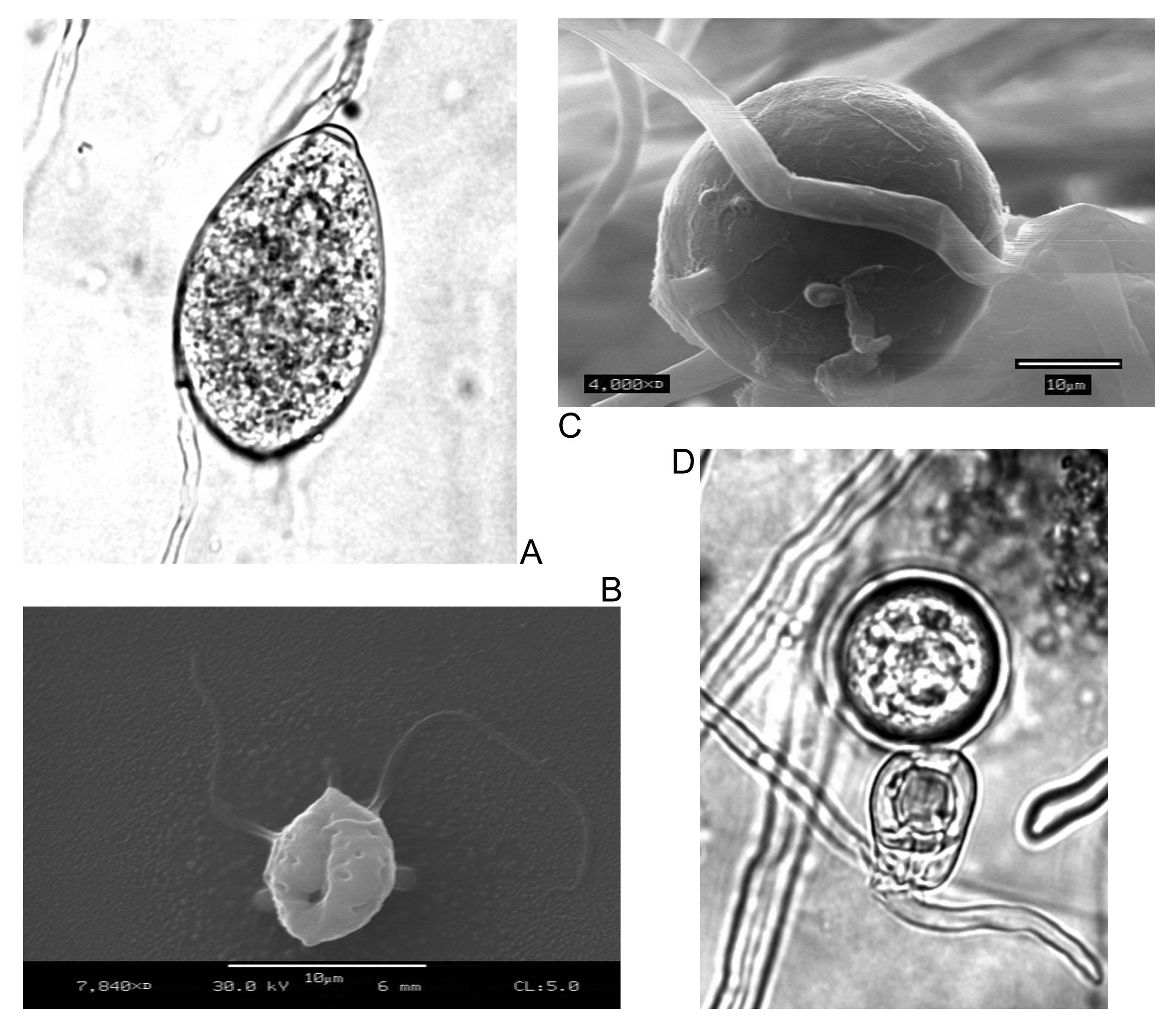
Keimzellen

P. ramorum ist heterothallisch mit zwei Paarungstypen, A1 and A2, die für die sexuelle Reproduktion erforderlich sind. Die europäische Population pflanzt sich überwiegend nach A1 fort, während die Typen A1 und A2 in Nordamerika vorgefunden werden. Die Genetik der beiden Populationen zeigt eine reproduktive Isolation auf. Im Allgemeinen ist der A1-Typ virulenter als der A2-Typ, aber es gibt in den A2-Isolaten eine höhere Variation der Pathogenität. Es ist gegenwärtig nicht klar, ob sich der Pilz in der Natur sexuell vermehrt; die genetischen Untersuchungen legen nahe, dass die Abstammungslinien der beiden Reproduktionstypen durch reproduktive oder geographische Isolation bedingt sein könnte und zur beobachteten evolutionären Divergenz führte.

## Mögliche Herkünfte
P. ramorum ist ein erst kürzlich beschriebener Krankheitserreger. Es gibt verschiedene Diskussionen über seinen Ursprung und seine Stammesentwicklung.

### Eine eingeführte Art
Die Evidenz legt nahe, dass P. ramorum eine eingeführte oder eingeschleppte Art sein könnte; das Auftreten der europäischen und der nordamerikanischen Populationen ist dabei getrennt zu betrachten, da auf jedem der Kontinente nur jeweils ein Reproduktionstyp beobachtet wird – dies wird als Gründereffekt bezeichnet. Die Unterschiede zwischen beiden Populationen sind danach auf Anpassungen an die jeweils anderen Klimate zurückzuführen. Zur Evidenz gehört auch die geringe genetische Variabilität, da P. ramorum noch keine Zeit hatte, sich seit der Einführung genetisch zu diversifizieren. Die existierende Variabilität könnte durch mehrfache Einführungen mit wenigen Individuen erklärt werden, die sich am besten an ihre jeweilige Umwelt angepasst haben. Das Verhalten des Pathogens in Kalifornien lässt gleichfalls auf eine Einschleppung schließen; es wird angenommen, dass eine so hohe Mortalitäts-Rate der Bäume eher bemerkt worden wäre, wenn es sich bei P. ramorum um eine autochthone Art handelte.
Woher P. ramorum ursprünglich stammt, bleibt unklar, doch die meisten Forscher halten Asien für am wahrscheinlichsten, da auch die meisten Wirte der Art von dort stammen. Da verschiedene Klimate die Ansprüche von P. ramorum erfüllen, sind die wahrscheinlichsten Ursprungsregionen der südliche Himalaya, Tibet oder die Provinz Yunnan.

### Hybridisation
Bei Arten der Gattung Phytophthora wurde nachgewiesen, dass ihre Evolution durch interspezifische Hybridisation zweier verschiedener Arten vorangetrieben wurde. Wenn eine Art in eine neue Umwelt eingeführt wird, verursacht sie episodische Selektion. Die eindringende Art trifft auf anwesende Taxa und könnte mit diesen hybridisieren, so dass im Laufe der Zeit eine neue Art entsteht. Wenn die Hybriden erfolgreich sind, können sie ihre Elternarten auskonkurrieren. Danach wäre P. ramorum ursprünglich ein Hybrid zweier Arten. Seine einzigartige Morphologie stützt diese These allerdings nicht. Außerdem wurden drei genetische Sequenzen (ITS, cox II und nad 5) untersucht, um einen Stammbaum von Phytophthora aufzustellen, doch sie waren identisch, so dass davon auszugehen ist, dass sich P. ramorum erst kürzlich als Art entwickelt hat.

### Ein autochthoner Organismus
P. ramorum könnte für die Vereinigten Staaten autochthon sein. Die Infektionsraten könnten zunächst auf einem niedrigen Niveau gelegen haben, doch Umweltveränderungen bewirkten eine Änderung in der Populationsstruktur. Die Alternative wäre, dass die Symptome von P. ramorum mit denen anderer Pathogene verwechselt worden wären. Als der SOD erstmals in den Vereinigten Staaten auftrat, wurden zunächst andere Pathogene und Bedingungen verantwortlich gemacht, bevor P. ramorum als Verursacher festgestellt wurde. Unter vielen anderen geschädigten Pflanzen in einem Wald ist die Wahrscheinlichkeit, einen an SOD erkrankten Baum zu erkennen, gleichfalls gering.

## Ökologische Einflüsse
In Bezug auf den Menschen geht der Verlust von Gerbereichen durch die Ausbreitung der Krankheit in kulturell sensiblen Siedlungsgebieten der Ureinwohner mit dem Verlust der Eicheln einher, die nach wie vor eines der bedeutendsten traditionellen und religiösen Nahrungsmittel in Nordkalifornien darstellen; sie werden durch die Yurok, Hoopa, Miwok und Karok genutzt. Ähnliche Auswirkungen ergeben sich mit dem Rückgang anderer autochthoner Arten in den Gerbereichen- und Eichenwäldern, die gleichfalls traditionell genutzt werden.
In der Wald-Ökologie trägt der Pilz zum Verlust von Ökosystemdienstleistungen bei, die durch den Verlust der pflanzlichen Diversität und den von dieser abhängigen Tierarten hervorgerufen wird.
Zusätzlich zur durch die Krankheit verursachten Mortalität werden viele indirekte Effekte erwartet. Verschiedene Vorhersagen der Langzeitwirkung werden in der wissenschaftlichen Literatur diskutiert. Während solche Vorhersagen notwendigerweise spekulativ sind, wurden indirekte Auswirkungen in kürzeren Zeiträumen in einigen Fällen dokumentiert. Eine Untersuchung zeigte zum Beispiel, dass Küstenmammutbäume (Sequoia sempervirens) schneller wuchsen, nachdem die benachbarten Gerbereichen durch den plötzlichen Eichentod dezimiert wurden. Weitere Untersuchungen kombinierten aktuelle Beobachtungen und Rekonstruktions- bzw. Projektions-Techniken, um kurzfristige Auswirkungen zu beschreiben, wobei auch künftige Umweltbedingungen einbezogen wurden. Eine Studie nutzte diesen Ansatz, um die Auswirkungen des SOD auf strukturelle Eigenschaften der Mammutbaum-Wälder zu untersuchen.
Auf zusätzliche Langzeit-Auswirkungen des SOD könnte aus Regenerationsmustern in solchen Gebieten geschlossen werden, in denen es schwere Verluste gab. Diese Muster könnten darauf hinweisen, welche Baumart die Gerbereiche in verseuchten Gebieten ersetzt. Solche Analogieschlüsse sind für Waldtypen bedeutsam, deren Baum-Diversität vor Einschleppung des SOD relativ gering war, z. B. Mammutbaum-Wälder. Bis mindestens 2011 zeigte die einzige Studie zur umfassenden Bewertung der Regeneration in SOD-befallenen Mammutbaum-Wäldern keine Hinweise, dass andere Laubbaumarten einwandern würden. Stattdessen besiedelten die Mammutbäume die meisten Lücken. In einigen Gebieten wurde jedoch auch eine unzulängliche Regeneration festgestellt; man schloss auf fortlaufende Regeneration. Da diese Studie nur eine Fläche im Marin County (Kalifornien) betrachtete, müssen die Ergebnisse nicht auf andere Wälder übertragbar sein. Zu weiteren Auswirkungen auf die lokale Ökologie gehören die durch Ausbringung starker Pestizide (Agrifos) hervorgerufene große Mortalität in den Bestäuber-Gemeinschaften. Bienenstöcke in der Nähe von stark mit Agrifos begifteten Flächen zeigten starke Bestandseinbrüche, die in direktem Zusammenhang mit der Ausbringung der Chemikalien standen. In Countys wie Napa und Sonoma können die autochthonen Bestäuber-Populationen aufgrund der Annahme ausgedehnter Regeln zur prophylaktischen Ausbringung von Pestiziden schweren Schaden nehmen. Solche Schädigungen der Bestäuber-Populationen wiederum können tertiäre negative Effekte auf die gesamte lokale Pflanzengemeinschaft haben, was den Verlust von Biodiversität, der dem SOD zugerechnet werden muss, weiter verschlimmert und so den ökologischen Wert der Flächen mindert.

## Bekämpfung

### Früherkennung
Früherkennung von P. ramorum ist für seine Bekämpfung essentiell. Auf der Basis von Einzelbäumen werden präventive Zählungen vorgenommen, die effektiver als Gesamtbetrachtungen sind, und von der Kenntnis über die Ausbreitung des Pathogens in der Landschaft abhängen, um abschätzen zu können, wann es sich wertvollen Bäumen nähert. Auf Landschaftsebene bedeutet die schnelle und oft nicht sichtbare Ausbreitung von P. ramorum, dass jegliches Verfahren, das seine Ausbreitung verlangsamen könnte, in einem sehr frühen Befallsstadium ansetzen müsste. Seit der Entdeckung von P. ramorum arbeiten Forscher an der Entwicklung von Früherkennungsmethoden. Diese reichen von der Diagnose einzelner infizierter Pflanzen bis zur Erkennung auf Landschaftsebene, für die eine große Anzahl von Beteiligten erforderlich ist.
Der Nachweis von Phytophthora-Arten erfordert Laboruntersuchungen. Die traditionelle Methode ist die Kultivierung auf einem Nährmedium, das keine Pilze (und in einigen Fällen auch keine anderen Oomyceten wie Pythium-Arten) fördert. Das Wirtsmaterial wird von der Spitze einer Pflanze gewonnen, die mit einem vom Pathogen verursachten Baumkrebs befallen ist; die gewonnene Kultur wird mikroskopisch untersucht, um die einzigartige Morphologie von P. ramorum zu bestätigen. Die erfolgreiche Isolation des Pathogens hängt oft vom Gewebetyp, der dem Wirt entnommen wird, und von der Jahreszeit ab.
Aufgrund der komplizierten Methode haben Wissenschaftler andere Ansätze entwickelt, um P. ramorum identifizieren zu können. Ein ELISA-Test kann ein erster nicht auf Kultivierung beruhender Test sein. Er kann aber eben nur ein erster Test sein, weil dabei Proteine nachgewiesen werden, die in allen Phytophthora-Arten vorkommen. Mit anderen Worten: Es kann nur die Gattung identifiziert werden, aber nicht die Art. ELISA-Tests können große Mengen an Einzelproben gleichzeitig bearbeiten, so dass die Wissenschaftler sie verwenden, um die wahrscheinlich befallenen Pflanzen zu identifizieren, wenn die Anzahl der Proben sehr groß ist. Einige Hersteller produzieren kleine ELISA-„Feldforschungs-Sets“, die Hausbesitzer benutzen können, um eine Phytophthora-Infektion festzustellen.
Forscher haben auch zahlreiche molekularbiologische Techniken für die Bestimmung von P. ramorum entwickelt. Dazu gehört die Vermehrung von DNA-Sequenzen in der Genom-Region der Internal transcribed spacer von P. ramorum (ITS-Polymerase-Kettenreaktion [englisch Polymerase chain reaction – PCR] oder ITS PCR); eine Echtzeit-PCR, in welcher die Häufigkeit der DNA während der PCR gemessen und Farbstoffe wie SBYR-Grün oder TaqMan benutzt werden; eine Multiplex-PCR, welche mehr als eine DNA-Region gleichzeitig vermehrt; sowie eine SSCP, welche die ITS-DNA-Sequenz aus der PCR verwendet, um die einzelnen Phytophthora-Arten anhand der unterschiedlichen Geschwindigkeiten der Diffusion durch ein Gel zu differenzieren.
Außerdem haben Wissenschaftler begonnen, Eigenschaften der DNA-Sequenz zu benutzen, um die winzigen Unterschiede zwischen verschiedenen Isolaten von P. ramorum genau zu bestimmen. Zwei dafür geeignete Techniken sind AFLP, welche durch den Differenzvergleich zwischen verschiedenen DNA-Fragmenten die korrekte Unterscheidung zwischen den EU- und den US-Isolaten ermöglicht, und die Untersuchung von Mikrosatelliten, welche Bereiche der DNA-Sequenz darstellen, die durch wiederholte Basenpaare gekennzeichnet sind. Wenn Brutkörper von P. ramorum in eine neue geographische Region gelangen und Kolonien etablieren, zeigen diese Mikrosatelliten in relativ kurzer Zeit Mutationen, die schrittweise auftreten. Auf der Grundlage der Mikrosatelliten-Analyse von Isolaten aus dem gesamten Bundesstaat konnten Forscher in Kalifornien Bäume (Graphen) konstruieren, die die Ausbreitung von P. ramorum von den beiden wahrscheinlichen Einschleppungsorten in den Countys Marin und Santa Cruz aus in den Bundesstaat nachvollziehbar machen.
Die Früherkennung von P. ramorum auf Landschaftsebene beginnt mit der Beobachtung der Symptome an einzelnen Pflanzen (und/oder der Entdeckung von Brutköpern in Wasserläufen; siehe unten). Ein systematisches bodengestütztes Monitoring im Verbreitungsgebiet von P. ramorum war aufgrund der Verteilung der infizierten Bäume auf ein Mosaik von Flächen mit komplexen Eigentumsverhältnissen unmöglich zu etablieren. In einigen Gebieten wurden zielgerichtete bodengestützte Untersuchungen ausgeführt, so in Gebieten mit starker Erholungsnutzung oder Besucherdichte wie in Parks, an Zugangspunkten von Wanderwegen (englisch trailheads) oder Slipanlagen. In Kalifornien besteht die erfolgreichste Strategie bei der bodengestützten Erkennung von Infektionen in der Beobachtung der Symptome am Kalifornischen Lorbeer, da dieser fast immer mit echten Eichen und Gerbereichen, den Haupt-„Sprungbrettern“ für die Pilzinfektionen, vergesellschaftet ist.:6 Darüber hinaus kann P. ramorum in vielen (wenn auch nicht allen) Gebieten in Kalifornien typischerweise ganzjährig durch Kultivierungs-Techniken für Lorbeer-Gewebe entdeckt werden; das ist bei den meisten anderen Wirten nicht möglich, auch nicht in Oregon, wo die Gerbereichen die meistbetroffenen Wirte sind.
Als Teil eines bundesweiten Programms des USDA wurde von 2003 bis 2006 eine bodengestützte Erkundung zum Nachweis von P. ramorum in 39 Bundesstaaten gestartet, um festzustellen, ob das Pathogen sich außerhalb der bereits als infiziert erkannten Westküsten-Region etabliert hat. Die Testgebiete wurden mit Hilfe von Umweltvariablen klassifiziert, die für das Vorkommen des Pathogens erforderlich sind; außerdem wurde ihre Lage in Bezug auf mögliche Ausgangspunkte einer Infektion wie Baumschulen berücksichtigt. Die Proben wurden entlang von Transekten gewonnen, deren Punkte in potenziell befallenen Wäldern oder außerhalb des Umfelds von Baumschulen lagen. Die einzigen positiven Proben wurden in Kalifornien gesammelt, so dass davon auszugehen war, dass bis dato keine Ausbreitung über die Westküsten-Region hinaus stattgefunden hat.
Fernerkundung hat sich als hilfreich bei der Entdeckung von Infektionen durch P. ramorum auf großen räumlichen Skalen erwiesen, auch wenn sie keine besonders „frühe“ Erkennung ermöglicht, weil sie von der Sichtung einzelner toter Kronen von Gerbereichen von Flugzeugen aus abhängig ist. Eine ausgefeilte GPS- und Kartierungs-Technik ermöglicht es den Erkundern, die möglichen Befallsorte zu markieren und von bodengestützten Teams Proben von der Vegetation nehmen zu lassen.
Die Entdeckung von P. ramorum in Wasserläufen trat als erste der Früherkennungsmethoden auf. Diese Technik benutzt Birnen- oder Rhododendron-Zweige als „Köder“, die an Seilen, Taschen, Netzen oder ähnlichen Strukturen angebracht werden. Wenn Pflanzen im Einzugsgebiet infiziert sind, gibt es wahrscheinlich auch Zoosporen des Pathogens (wie auch anderer Phytophthora-Arten) in angrenzenden Wasserläufen. Bei geeigneten Witterungsbedingungen werden die Zoosporen von den „Ködern“ angezogen und infizieren diese; die ausgelösten Läsionen können isoliert und kultiviert werden, oder das Pathogen wird mit Hilfe eines PCR-Tests analysiert. Mit dieser Methode wurde P. ramorum in verschieden großen, teilweise temporären Einzugsgebieten in Kalifornien und Oregon entdeckt, so am Garcia River (373 km²), am Chetco River (912 km²) und am South Fork Eel River (1784,5 km²). Die Methode kann das Vorhandensein infizierter Pflanzen aufdecken, bevor von diesen eine tödliche Gefahr ausgeht. Freilich kann nicht der exakte Standort der infizierten Pflanzen entdeckt werden – diese können nur durch bodengestütztes Personal gefunden werden.
Ein weniger technischer Ansatz der Entdeckung von P. ramorum im Landschaftsmaßstab bezieht die Grundstücksbesitzer in die Suche mit ein. Viele Landwirtschafts-Abteilungen der Countys und die Büros der University of California Cooperative Extension waren in Kalifornien in der Lage, die Verbreitung des Pathogens in ihren Regionen durch Augenzeugenberichte und mitgebrachte Proben zu dokumentieren. Das Garbelotto Laboratory an der University of California in Berkeley veranstaltete 2008 zusammen mit ortsansässigen Mitarbeitern eine Reihe von Weiterbildungsveranstaltungen, die sogenannten „SOD Blitzes“. Diese Veranstaltungen waren darauf ausgerichtet, ortsansässigen Grundbesitzern grundlegende Kenntnisse über P. ramorum und die Identifikation der Symptome zu vermitteln; jeder Teilnehmer, der mit einem Probenahme-Set ausgerüstet war, sammelte eine Anzahl von Proben von Bäumen auf seinem Grund und Boden, und brachte diese Proben zur Analyse ins Labor. Diese Art von Citizen Science kann hoffentlich eine vollständige Karte der Verbreitung von P. ramorum in den Workshop-Gebieten erstellen helfen.

### Wildnis-Management
Die für das Management von P. ramorum eingesetzten Methoden hängen von einer Reihe Faktoren, z. B. der räumlichen Ebene, auf der das Management wirken soll, ab. In Oregon wurde das Management auf Landschafts- und regionaler Ebene in Form einer Kampagne zur vollständigen Ausrottung angegangen, welche die unterschiedlichen Eigentumsformen der infizierten Wälder berücksichtigte; die meisten Wälder waren in Privatbesitz, es gab aber auch solche im Eigentum des USDA Forest Service und des dem US-Innenministerium unterstehenden Bureau of Land Management.:S30 :S35  Die Ausrottungs-Kampagne bezog eine konsequente Früherkennung durch Flugzeug-gestützte Beobachtung und ein Gewässer-Monitoring ein, einen Inspektionsdienst des US-Landwirtschaftsministeriums (U.S. Department of Agriculture Animal and Plant Health Inspection Service – USDA APHIS) und ein vom Landwirtschaftsministerium von Oregon geleitetes Quarantäne-Programm, um die Ausbreitung von Wirtsmaterial aus Gebieten zu unterbinden, in denen infizierte Bäume gefunden wurden, sowie Wirtsvegetation von P. ramorum sofort zu entfernen, ob sie Symptome zeigte oder nicht, und das in einem Umkreis von 300 ft (91 m) um jeden infizierten Baum.
Die Bemühungen zur Ausrottung in Oregon, die nahe der Kleinstadt Brookings im Südwesten von Oregon 2001 begannen, wurden im Laufe der Jahre als Reaktion auf neue Erkenntnisse über P. ramorum angepasst. Nach Inokulations-Versuchen mit verschiedenen Baumarten wurde zum Beispiel klarer, welche Wirte für das Pathogen empfänglich sind; die Ausführenden beachteten daher Nicht-Wirtsarten wie Douglasien und Rot-Erlen nicht weiter. Ein anderes Beispiel war, dass nach der Erkenntnis, dass ein kleiner Anteil der Gerbereichen-Stümpfe auf den von Wirten befreiten Flächen erneut austrieb und diese Triebe wiederum infiziert waren – ob systemisch oder durch Neuinfektion aus der Umgebung ist unbekannt, die Akteure damit begannen, die Bäume vor dem Fällen mit kleinen Mengen von Herbiziden zu behandeln, um das Wurzelsystem abzutöten. Die Bemühungen waren dahingehend erfolgreich, dass – obwohl der Pilz noch nicht vollständig aus den Wäldern von Oregon verschwunden ist – die Epidemie nicht den explosiven Verlauf zeigte wie in Kalifornien.
In Kalifornien gibt es allerdings Hemmnisse, die einen ähnlichen Erfolg der Bemühungen um Ausrottung verhindern. Einerseits ist der Pilz in den Wäldern in den Gebieten um Santa Cruz und die San Francisco Bay zu stark etabliert, um seit der Zeit seiner Entdeckung Ausrottungsversuche zum Erfolg zu führen. Selbst in relativ gering befallenen Gebieten an der Nordküste und im südlichen Big Sur sehen sich die mit dem Management befassten Institutionen mit gewaltigen Herausforderungen in Bezug auf die Projektleitung, die Koordination und die Finanzierung konfrontiert. Auf der anderen Seite bemühen sich die Management-Institutionen, die Bemühungen zwischen den Bundesstaaten, den Countys und den Agenturen zu koordinieren und das Management in umfassenderer Form weiterzuführen.
Für Grundbesitzer, die die Auswirkungen des SOD auf ihre Besitztümer begrenzen wollen, existieren mehrere Optionen. Keine davon garantiert die vollständige Ausrottung von P. ramorum, keine garantiert die Bewahrung jedes Baumes vor Infektion. Einige sind immer noch in einer initialen Testphase. Wenn sie jedoch sorgfältig und gründlich angewandt werden, erhöhen einige der Verfahren die Wahrscheinlichkeit, entweder die Ausbreitung des Pathogens zu verlangsamen oder seine Auswirkungen auf Bäume oder Baumbestände zu begrenzen. Angenommen, der Eigentümer hätte die Wirtsbäume und Symptome korrekt identifiziert, hätte die Proben einer örtlichen Behörde übergeben, welche sie an ein autorisiertes Labor übergibt, und hätte die Bestätigung bekommen, dass die Bäume infiziert seien – oder, wahlweise angenommen, der Eigentümer kennt nahegelegene infizierte Bäume und möchte seine eigenen Bestände schützen – kann er einen Bekämpfungsversuch durch Maßnahmen der Bearbeitung (bei Einzelbäumen), des Waldbaus (bei Beständen) oder eine chemische Bekämpfung durchführen.
Der beste Beleg, dass Kultur-Techniken beim Schutz der Bäume vor P. ramorum erfolgreich sind, stammt aus der Forschung, die nachgewiesen hat, dass es einen Zusammenhang zwischen dem Infektionsrisiko von Beständen der Kalifornischen Steineiche (Quercus agrifolia, englisch coast live oak) und der Nähe zu Lorbeer-Beständen (Umbellularia californica) gibt. Im Einzelnen wurde dabei festgestellt, dass Lorbeer-Bäume, die im Umkreis von fünf Metern um einen Eichenstamm wachsen, die besten Indikatoren für ein Krankheitsrisiko darstellen. Das legt nahe, dass die strategische Entfernung der Lorbeer-Bäume in der Nähe von Kalifornischen Steineichen das Infektionsrisiko senkt. Die komplette Entfernung der Lorbeer-Bäume wäre nicht garantiert, solange ihre Nähe zu den Eichen der größte Risikofaktor zu sein scheint. Ob dasselbe Muster auch für andere Eichenarten oder Gerbereichen gilt, ist noch unklar. Die Forschung in Bezug auf Gerbereichen hat begonnen, aber irgendwelche Empfehlungen für die Bewirtschaftung werden schwierig zu erstellen sein, weil Gerbereichen-Zweige auch als Inokulum für P. ramorum dienen.
Ein vielversprechender Ansatz für den vorbeugenden Infektionsschutz einzelner Eichen und Gerbereichen – nicht für die Heilung schon befallener Bestände – ist die Behandlung mit einem Phosphonat-Fungizid, das unter dem Handelsnamen Agri-fos vermarktet wird. Phosphonate sind neutralisierte Formen der Phosphorsäure, die nicht als direkte Antagonisten von Phytophthora wirken, sondern durch die Stimulation verschiedener Formen von Immunreaktionen seitens der Bäume. Es ist weitgehend umweltverträglich, wenn es nicht auf Nicht-Zielpflanzen ausgebracht wird und wird entweder über eine Injektion in den Baumstamm oder als Spray auf diesen ausgebracht. Wenn Agri-fos als Spray angewandt wird, muss es mit einem organisch-silikatischen Tensid, Pentra-bark, appliziert werden, um am Stamm lange genug haften zu können, damit es der Baum aufnehmen kann. Agri-fos hat sich als sehr effektiv bei der Vorsorge erwiesen, es muss jedoch bereits ausgebracht werden, wenn es sichtbare Symptome von P. ramorum auf Bäumen in der unmittelbaren Nachbarschaft gibt; wenn andererseits der zu behandelnde Baum bereits infiziert ist, dürfen noch keine sichtbaren Symptome auftreten (gilt insbesondere für Gerbereichen).
Versuche, die Bekämpfung von P. ramorum mit forstbaulichen Methoden aufzunehmen, begannen 2006 im Humboldt County im Nordwesten der kalifornischen Küste. Die Versuche fanden auf einer Vielzahl sowohl privater wie öffentlicher Grundstücke statt und konzentrierten sich generell auf unterschiedliche Formen und Ausmaße der Beseitigung der Wirte. Die ausgedehntesten (50 Acres (20 ha)) und am meisten wiederholten Versuche beseitigten Gerbereichen und Lorbeer-Bäume mit Kettensägen, wobei auf einem Teil der Flächen zusätzlich die Sprosse und Keimlinge sowie infiziertes Laub abgebrannt wurden. Andere Ansätze entfernten die Wirte mit modifizierten „Brandschneisen im Unterholz“, bei dem alle Lorbeer-Bäume, nicht aber alle Gerbereichen entfernt wurden; es wurden Herbizide eingesetzt, um Lorbeer und Gerbereichen zu eliminieren; außerdem erfolgte die ausschließliche Entfernung der Lorbeer-Bäume. Die Ergebnisse dieser Verfahren werden weiterhin überwacht, aber wiederholte Probenahmen haben nur sehr geringe Mengen von P. ramorum im Boden und auf der Vegetation der behandelten Flächen ergeben.

### Management in Baumschulen
Forschung und Entwicklung beim Management von P. ramorum in Baumschulen reicht von der Untersuchung von Einzelpflanzen über die Untersuchung in der Umgebung der Baumschulen bis hin zur Ausbreitung des Pathogens über Bundesstaats- und nationale Grenzen hinweg.
Ein Strauß von Studien haben vorbeugende und kurative Auswirkungen verschiedener chemischer Verbindungen auf von P. ramorum infizierte Pflanzen wie Ziergehölze und Weihnachtsbäume getestet. Viele Studien konzentrierten sich auf die vier Haupt-Wirte unter den Zierpflanzen (Rhododendren, Kamelien, Schneeball und Lavendelheiden). Mehrere effektive Verbindungen wurden gefunden; zu den effektivsten gehören Metalaxyl, Dimethomorph und Fenamidon. In vielen der Studien wurde Einigkeit über folgendes erzielt: Chemische Verbindungen sind im Allgemeinen effektiver bei der Vorbeugung als bei der Bekämpfung einzusetzen; wenn sie vorbeugend angewandt werden, muss die Behandlung in unterschiedlichen Intervallen wiederholt werden; und: chemische Verbindungen können einige Symptome maskieren und so die Überprüfung von Quarantäne-Maßnahmen stören. Im Allgemeinen unterdrücken diese Verbindungen P. ramorum, führen aber nicht zu dessen Absterben, und einige Forscher stimmen darin überein, dass die wiederholte Anwendung Resistenzen beim Pathogen hervorrufen könnte. Eine Übersicht über diese Studien findet sich bei Kliejunas (2007).
Ein weiteres Forschungsgebiet und die sich entwickelnde Praxis beschäftigt sich mit der Elimination von P. ramorum aus einer infizierten Umgebung der Baumschulen, um die von Menschen vermittelte Ausbreitung über die Handelswege der Zierpflanzen zu verhindern. Eine Möglichkeit dazu besteht über ein robustes Quarantäne- und Inspektions-Programm, das die verschiedenen Bundes- und Staats-Behörden implementiert haben. Im Bundesprogramm Animal and Plant Health Inspection Service (APHIS) des US-Landwirtschaftsministeriums werden Baumschulen in Kalifornien, Oregon und Washington reguliert; sie müssen an einem jährlichen Inspektions-Regime teilnehmen; die Baumschulen in den 14 befallenen Countys in der Küstenregion Kaliforniens und das begrenzte befallene Gebiet im Curry County (Oregon) müssen an einem stringenteren Inspektionsplan teilnehmen, wenn sie Ware außerhalb ihres Heimatgebietes verkaufen wollen.
Ein Großteil der Forschung zur Desinfektion von Baumschulen hat sich auf die freiwillige Einhaltung von „Best Management Practices“ (BMP) konzentriert, mit Hilfe derer die Baumschulen die Einschleppung von P. ramorum ebenso unterbinden können wie die Weiterverbreitung von Pflanze zu Pflanze. Eine Gruppe von Baumschul-Branchenverbänden gab 2008 eine Liste von BMPs heraus, die Kapitel über Prävention und Management, Training, interne(s)/externe(s) Monitoring/Audits, Aufzeichnung/Nachverfolgung und Dokumentation enthält. Das Dokument beinhaltet so spezielle Empfehlungen wie die zur Vermeidung der Beregnung von oben bei stark gefährdeten Pflanzen; zur Desinfektion von Pflanzenvermehrungs-Behältern, Sortierbereichen, Schneide-Bänken, Maschinen und Werkzeugen nach jedem Fruchtfolge-Wechsel, um die Ausbreitung oder Einschleppung des Pathogens zu minimieren; und: die Schulung der Mitarbeiter durch geeignetes Personal oder die Dokumentation von Selbstschulungen.
Die Forschung zur Bekämpfung von P. ramorum in Baumschulen hat sich auch auf die Desinfektion des Beregnungswassers konzentriert, das die Pilze bzw. deren Sporen enthält. Beregnungswasser kann durch Lorbeerbäume in den Wäldern infiziert werden (wenn die Quelle des Wassers ein Bach ist), von über die Bewässerungsreservoire ragenden Lorbeerbäumen, aus dem Abfluss befallener Wälder oder durch regeneriertes Beregnungswasser. Experimente in Deutschland mit drei verschiedenen Filtertypen – Langsamfilter, Lavafilter und Pflanzenkläranlagen – zeigten, dass die ersten beiden P. ramorum aus dem Beregnungswasser komplett eliminierten, während 37 % der nach der Behandlung entnommenen Proben aus den Pflanzenkläranlagen noch P. ramorum enthielten.
Weil P. ramorum für unbestimmte Zeit im Boden überdauern kann, sollten sich Programme zur Eliminierung des Pathogens in Baumschulen auch mit der Eliminierung aus dem Boden befassen. Eine Reihe von Chemikalien wurde für die Desinfektion von Böden getestet, darunter z. B. Chlorpikrin, Metam-Natrium, Iodmethan und Dazomet. Labortests legten nahe, dass all diese Chemikalien effektiv wirkten, wenn sie in Böden in Glasgefäßen eingebracht wurden. Außerdem zeigte eine Untersuchung in einer freiwillig teilnehmenden Baumschule, dass eine Begasung mit Dazomet (Handelsname Basamid), gefolgt von einer 14-tägigen Abdeckung, P. ramorum erfolgreich aus dem Boden entfernte. Zu weiteren Verfahren der Boden-Desinfektion, die untersucht werden oder zu denen Interesse bekundet wurde, gehören die Sterilisation, die Boden-Solarisation und die Pflasterung infizierter Gebiete.

### Allgemeine Hygiene in infizierten Gebieten
Einer der bedeutendsten Aspekte bei der Bekämpfung von P. ramorum betrifft die Verhinderung einer Übertragung des Pathogens durch den Menschen (Hemerochorie). Während vollstreckbare Quarantäne-Bestimmungen einen Teil dieses Aspekts abdecken, ist die Säuberung der eigenen Ausrüstung von Besuchern oder Beschäftigten infizierter Gebiete ebenfalls wichtig. In den meisten Fällen geht es bei der Reinigung um die Beseitigung potentiell infektiöser Oberflächen – Schuhen, Fahrzeugen und Tieren – von Laub und Schlamm, bevor die Personen die befallenen Gebiete verlassen. Die Anforderungen, solche Praktiken umzusetzen, werden komplexer, wenn mehr Menschen in den befallenen Gebieten arbeiten, z. B. im Bau, in der Holzernte oder bei der Waldbrandbekämpfung. Das California Department of Forestry and Fire Protection und der USDA Forest Service haben für die beiden letztgenannten Situationen Richtlinien und Anforderungen an die Schadensminderung aufgestellt; grundlegende Informationen über Reinigung in von P. ramorum befallenen Gebieten sind auf der Website der California Oak Mortality Task Force unter „Treatment and Management“ (dort unter „Sanitation and Reducing Spread“) zu finden.

## Einbeziehung von Behörden
In England arbeiten die Forestry Commission, das Department for Environment, Food and Rural Affairs (DEFRA), die Food and Environment Research Agency, das Cornwall County Council und Natural England seit 2009 zusammen, um die befallenen Gebiete aufzuzeichnen und Handlungsanweisungen zusammenzustellen. Natural England bietet Zuschüsse für die Beseitigung von Rhododendren über die Programme Environmental Stewardship, Countryside Stewardship und Environmentally Sensitive Area an. Die Forestry Commission begann 2011, 10.000 Acres (40 km²) an Lärchen-Wäldern in Südwest-England abzuholzen, um die Ausbreitung der Krankheit eventuell stoppen zu können. In Nordirland begannen das Department of Agriculture und der Rural Development’s Forest Service Ende 2011, 14 Hektar befallener Lärchen-Bestände in Moneyscalp, an der Grenze des Tollymore Forest Park im County Down zu fällen.